# Åke Persson (sånglärare)

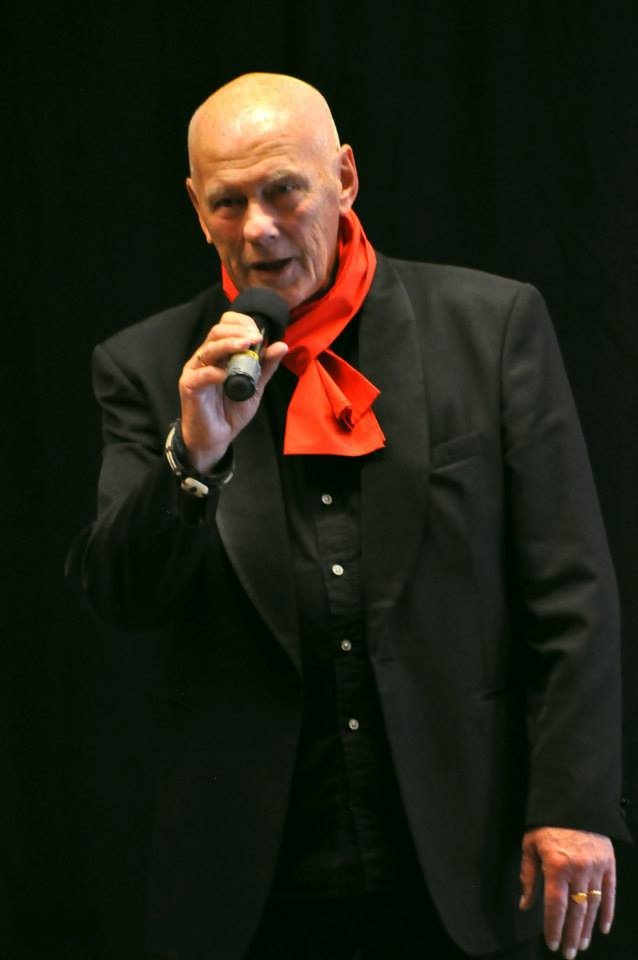

Per Åke Alfred Persson, född 1 november 1934 i Kristinehamn, är en svensk polis och sånglärare.
Åke Persson var polis i 43 år, hela tiden med sången som bisyssla. Då han gick i pension 1999 var han polischef i Tranås. Persson har studerat sång för Dagmar Gustafson och bedriver egen verksamhet inom föreningen Åke Perssons Sångare.
Sångarföreningen, som drivs helt ideellt, har funnits i Tranås sedan 1974, i Jönköping sedan 1991 och i Mjölby sedan 2003 och består av drygt 300 stödmedlemmar, körsångare och sångelever ur flera generationer och åldrar.
Persson har tilldelats ett antal stipendier för sina insatser och sitt engagemang, bland annat ett stipendium 2006 av Kungliga Musikaliska Akademien ur Dagmar Gustafsons Fond, samt Tranås kommuns kulturpris år 2009.
Den 15 november 2014 utsågs Åke Persson till hedersledamot i föreningen Dagmar Gustafsons Elever.

## Diskografi i urval
- 1968? – På gator av guld / Else-Marie och Åke Persson[6]
- 1969 –  O store Gud / Thunarf, Per (piano), Else-Marie och Åke[7]
- 1971 – Jag ville gå mellan stjärnorna[8]
- 1972 – Varje gång jag känner anden[9]
- 2003 – Sång och musik från Kroatorpet med Åke Perssons solister[10]
- 2003 – Solistkören sjunger blandat[11]
- 2003 – Blandade musikaliska primörer[12]
- 2004 – Taube-pärlor med solister & Solistkören[13]
- 2005 – Tänd ett ljus – Åke Perssons solister och solistkör[14]
- 2005 – Andlig duettskatt med Anders Carlsson och Åke Persson[15]